# Zen FM
Zen was een Belgische radiozender, die voornamelijk loungemuziek draaide. Het station was in Gent  en wijde omstreken in de ether te ontvangen via 104.5 FM. Verder was Zen te ontvangen via een livestream op het internet. Joyce De Troch gaf de stem aan de zender.
In het begin zond Zen FM uit via 107.7 FM vanuit Gent, maar door een frequentiewissel naar een veel groter gebied rond Gent werd 102.8 FM de nieuwe thuisfrequentie. Tegenwoordig is de zender niet meer te beluisteren via 104.5 FM. Op 8 mei 2023 heeft de VRM de erkenning van Zen FM opgeheven. Van juli 2016 tot oktober 2017 zond het radiostation uit op DAB+.